# Francesco Calogero (físico)
Francesco Calogero (Fiesole, Toscana, 6 de fevereiro de 1935) é um físico italiano, ativo na comunidade científica, que se interessa pelo desarmamento nuclear.

## Biografia
Francesco Calogero nasceu em Fiesole, na província da Toscana, filho do filósofo italiano Guido Calogero. Ainda criança, passou cerca de um ano (em 1942) em Scanno, local para onde o seu pai tinha sido desterrado pelo governo fascista. Aí teve a oportunidade de conhecer alguns importantes intelectuais antifascistas da época, entre eles Gaetano Fichera que foi o responsável por lhe introduzir as primeiras noções de matemática. Após a Segunda Guerra Mundial, Calogero graduou-se cum laude em Física na Universidade de Roma "La Sapienza", em fevereiro de 1958. Tornou-se professor de Física teórica na mesma universidade em 1976. Esteve vários períodos em pesquisa no exterior (Europa, Estados Unidos, Índia, Rússia).